# Dietrich Quanz
Dietrich Reiner Quanz (* 10. April 1937 in Hirschberg) ist ein deutscher Sportwissenschaftler und Hochschullehrer.

## Leben
Quanz wurde in Niederschlesien geboren und wuchs als Sohn von Heimatvertriebenen in Biberach auf. Er betrieb Leichtathletik bei der TG Neuss und beim TSV 04 Leverkusen. Er bestand das Abitur am Quirinus-Gymnasium in Neuss und studierte an der Universität zu Köln anschließend Deutsch, Philosophie, Pädagogik und Sport. Ab 1961 war Quanz an der Deutschen Sporthochschule Köln (DSHS) als Leichtathletik-Lehrer tätig. An der DSHS arbeitete er auch mit Carl Diem zusammen. An der Universität zu Köln erlangte er an der Philosophischen Fakultät die Doktorwürde und war danach an der Sporthochschule als Dozent für Pädagogische Theorie des Sports beschäftigt.
1975 trat er an der Sporthochschule eine Professorenstelle für Sportdidaktik an und übernahm die Leitung des Instituts für Sportdidaktik. Diese Ämter hatte er bis zum Antritt seines Ruhestandes im Jahr 2002 inne. Von 1982 bis 1987 war Quanz Rektor der Deutschen Sporthochschule.
Ab 1985 war er Mitglied des Nationalen Olympischen Komitees für Deutschland, von 1985 bis 1989 saß er im Vorstand der Deutschen Vereinigung für Sportwissenschaft. Ein weiteres Amt Quanz’ war unter anderem die Mitgliedschaft im Breitensportentwicklungsausschuss des Landessportbundes Nordrhein-Westfalen.
Er setzte sich in der Forschung intensiv mit dem Thema Schulsport auseinander und verfasste Lehrbücher für den Sportunterricht. Weitere Schwerpunktthemen waren Sportvereine und -verbände sowie die Olympische Bewegung in Deutschland.
Quanz ist Autor von „100 Jahre Golf in Deutschland“, die vier Bände wurden 2007 veröffentlicht. Er leitete das Projekt der Erstellung einer Chronik zum Golfsport in Bayern anlässlich des 50-jährigen Jubiläum des Bayerischen Golfverbandes.
2004 wurde er mit der Silbernen Medaille der Deutschen Sporthochschule Köln ausgezeichnet.